# Каньисарес, Хосе
Хосе Каньисарес (1676—1750) — испанский драматург.
Одно время служил простым солдатом. Наибольший успех Каньисарес получил за свои «Comedias de figurón» («Характерные пьесы»), которые незадолго до него были введены в моду А. Морето и Ф. де Рохасом. Лучшими образцами этого рода у него считаются «La más ilustre fregona» («Самая знаменитая кухарка»), «El montañiés en la corte» («Горец при дворе») и особенно «El Domine Lucas», где осмеиваются бездарные писатели с громадными претензиями.
«Domine Lucas» превратилось в Испании в прозвище целого класса людей. Одной из лучших комедий Каньисареса считается проникнутая тонким и изящным юмором «De los hechizos de Amor, la musica es el mayor» («Из волшебства любви наибольшее — музыка»). Интересны и некоторые из пьес Каньисареса на исторические сюжеты, например, «Cuentas del Gran Capitan», «Enrique el Enfermo», «Picarillo en España». Каньисаресу недостаёт оригинальности и творческой силы; план, завязка и положения в основном заимствуются им у его великих предшественников — Лопе де Вега, Кальдерона и др. Впрочем, переделка старых пьес на новый лад была самым заурядным явлением в Испании. Из пьес Каньисареса напечатаны восемьдесят.